# فرانزل لانج
فرانزل لانج (بالألمانية: Franzl Lang)،‏ (28 ديسمبر 1930 - 6 ديسمبر 2015) مغنّي يودل ألماني، يعتبر لانج أحد أشهر مغنّي اليودل في بافاريا والعالم، فرانزل أيضاً مغن وعازف غيتار وأكورديون، عادة ما يغني باللهجة البافارية الريفيّة الجنوبيّة، صنّف فرانز وبتوافق النقاد كأحد أشهر مغنّي اليودل الألبيّ في العالم وتسجيلاته الأكثر مبيعاً.

## روابط خارجية
- فرانزل لانج على موقع IMDb (الإنجليزية)
- فرانزل لانج على موقع ميوزك برينز (الإنجليزية)
- فرانزل لانج على موقع أول ميوزيك (الإنجليزية)
- فرانزل لانج على موقع ديسكوغز (الإنجليزية)